# 미뜨미따
미뜨미따(암하라어: ሚጥሚጣ miṭmiṭa)는 에티오피아의 배합 향신료이다. 피리피리, 카다멈, 정향, 소금 등을 가루로 빻아 만들며, 그 외에도 계피, 쿠민, 생강 등을 넣어 만들기도 한다. 크트포나 고러드 고러드 같은 날고기 요리에 쓰거나, 누에콩 요리인 풀 등에 뿌려 먹는다.

## 같이 보기
- 버르버레